# İskele (huyện)

Vị trí huyện İskele ở Bắc Síp.

İskele là một huyện của Bắc Síp. Huyện này được chia thành 3 phân huyện: İskele, Mehmetçik và Yeni Erenköy. Thủ phủ của nó là Trikomo. Dân số năm 2006 là 21.099 người.
Huyện này được tách ra từ huyện Gazimağusa.